# Walter II. von Châtillon
Walter II. von Châtillon (auch Gaucher; † 1148 bei Laodicäa) war ein Herr von Châtillon, Crécy, Troissy und Montjay. Er war ein Sohn des Sire Heinrich von Châtillon († um 1127) und der Ermengarde von Montjay. Sein mutmaßlicher jüngerer Bruder war der Kreuzfahrer Rainald von Châtillon.
Walter wird erstmals 1130 mit seinen Eltern bei der Gründung der Abtei von Igny (bei Arcis-le-Ponsart, Kanton Fismes) urkundlich erwähnt. Er gehörte dem Hof seines Lehnsherren, Graf Theobald II. von Champagne, an und kämpfte für diesen gegen König Ludwig VII. von Frankreich, wobei 1142 die Burg von Montjay von königlichen Truppen zerstört wurde.
1143 heiratete er Ada von Roucy-Montdidier († um 1172), eine Tochter des Grafen Hugo I. von Roucy aus dem Haus Montdidier, die ihm die Burg von Pierrefonds als Mitgift in die Ehe brachte.
Im Gefolge des Grafen Heinrich I. von Champagne nahm er am Zweiten Kreuzzug teil. Dabei freundete er sich mit Graf Robert I. von Dreux an, dem Bruder des Königs, was zu einem Ehebündnis der Familie Châtillon mit der königlichen Dynastie der Kapetinger führte. Im weiteren Verlauf des Kreuzzuges fiel Walter im Winter 1147/48 im Kampf gegen die Rum-Seldschuken bei Laodicäa in Kleinasien.
Aus seiner Ehe mit Ada hinterließ er zwei Söhne:
- Guido II. von Châtillon († 1170/72), Herr von Châtillon, Troissy, Crécy und Montjay; ⚭ Alix von Dreux
- Walter von Châtillon († 1188/90), Herr von Nanteuil und Autrèche